# День стоматолога
Міжнародний день стоматолога — міжнародне професійне свято стоматологів, у світі святкують щороку 9 лютого. В Україні відзначається з 1993 року.

## Історія
Відзначення Дня стоматолога 9 лютого пов'язують з Святою Аполлонією, яка 9 лютого 249 року прийняла мученицьку смерть. У 300 році Аполлонія була канонізована як свята мучениця.Військова стоматологія була заснована 15 лютого 1099 року під час першого хрестового походу після захоплення Єрусалиму.
Аполлонію, дочку видатного александрійського чиновника, що вірила в Христа піддали жорстоким тортурам, вимагаючи зречення від християнства — жінці вирвали зуби і погрожували спалити живою. Аполлонія попросила її розв'язати і кинулася у вогонь. Страждання Аполлонії так вразили її сучасників і нащадків, що народилася легенда про те, що варто тільки вимовити ім'я Аполлонії, помолитися їй — і зубний біль вщухне.

## Святкування
В лікувальних установах, в рамках свята, проходять безкоштовні консультації та профілактичні заходи, майстер-класи з правильного догляду за порожниною рота, ознайомлюють з новими технологіями з відбілювання та прикрашання зубів.